# The Mayhem Ball
Tournées par Lady Gaga
The Chromatica Ball
(2022)
The Mayhem Ball est la septième tournée internationale solo de la chanteuse américaine Lady Gaga, promouvant son septième album studio Mayhem.

## Présentation
La tournée a pour but de promouvoir le dernier album de Lady Gaga (Mayhem) et débutera à Las Vegas aux États-Unis le 16 juillet 2025 et s’achèvera à Tokyo au Japon le 29 janvier 2026.
La tournée comporte soixante-trois dates à travers huit villes américaines, dix villes européennes, une ville canadienne, trois villes australiennes et deux villes japonaises.
Lady Gaga explique qu’elle n’avait pas prévu de repartir en tournée en 2025 après ses concerts à Singapour en mai 2025 mais qu’au vu de l’engouement de l’album, elle se devait de faire une tournée. La mise en vente a eu lieu entre le 31 mars 2025 et le 3 avril 2025.
Les 90 000 billets pour Lyon et Paris se sont vendus "en quelques minutes à peine". Des dizaines de milliers de fans n'obtiennent pas de tickets et l'affluence record sur les sites de vente engendre d'énormes bugs des serveurs de vente de l'événement, Ticketmaster et l'Accor Arena (Bercy). Le même phénomène se produit pour son concert belge qui affiche complet quelques minutes après l'ouverture de la billetterie en ligne à 12h00. La tournée mondiale verra tout ses billets vendus le jour de leur mise à la vente.
L'annonce des concerts de Singapour entraîne une hausse de 202% des réservations hôtelières dans la capitale. 1,6 million de personnes ont tentés d'acheter des tickets pour ces concerts dans la capitale asiatique. Par la suite, les dates à Barcelone provoquent une montée de 188% des ventes de billets d'avion vers la ville. La date Lyonnaise révélée, une augmentation de 817% des recherches de billets d'avion pour la Capitale des Gaules est constatée.

## Dates
| Date               | Ville           | Pays            | Lieu                  | Affluence      | Revenu brut |
| ------------------ | --------------- | --------------- | --------------------- | -------------- | ----------- |
| AMÉRIQUE DU NORD   |                 |                 |                       |                |             |
| 16 juillet 2025    | Las Vegas       | États-Unis      | T-Mobile Arena        | 44 530/ 44 530 | $11,094,860 |
| 18 juillet 2025    | Las Vegas       | États-Unis      | T-Mobile Arena        | 44 530/ 44 530 | $11,094,860 |
| 19 juillet 2025    | Las Vegas       | États-Unis      | T-Mobile Arena        | 44 530/ 44 530 | $11,094,860 |
| 22 juillet 2025    | San Francisco   | États-Unis      | Chase Center          | 40 657/ 40 657 | $10,424,203 |
| 24 juillet 2025    | San Francisco   | États-Unis      | Chase Center          | 40 657/ 40 657 | $10,424,203 |
| 26 juillet 2025    | San Francisco   | États-Unis      | Chase Center          | 40 657/ 40 657 | $10,424,203 |
| 28 juillet 2025    | Los Angeles     | États-Unis      | Kia Forum             | 54 809/ 54 809 | $15,388,147 |
| 29 juillet 2025    | Los Angeles     | États-Unis      | Kia Forum             | 54 809/ 54 809 | $15,388,147 |
| 1er août 2025      | Los Angeles     | États-Unis      | Kia Forum             | 54 809/ 54 809 | $15,388,147 |
| 2 août 2025        | Los Angeles     | États-Unis      | Kia Forum             | 54 809/ 54 809 | $15,388,147 |
| 6 août 2025        | Seattle         | États-Unis      | Climate Pledge Arena  | 43 419/ 43 419 | $11,240,782 |
| 7 août 2025        | Seattle         | États-Unis      | Climate Pledge Arena  | 43 419/ 43 419 | $11,240,782 |
| 9 août 2025        | Seattle         | États-Unis      | Climate Pledge Arena  | 43 419/ 43 419 | $11,240,782 |
| 22 août 2025       | New York        | États-Unis      | Madison Square Garden | -              | -           |
| 23 août 2025       | New York        | États-Unis      | Madison Square Garden | -              | -           |
| 26 août 2025       | New York        | États-Unis      | Madison Square Garden | -              | -           |
| 27 août 2025       | New York        | États-Unis      | Madison Square Garden | -              | -           |
| 31 août 2025       | Miami           | États-Unis      | Kaseya Center         | -              | -           |
| 1er septembre 2025 | Miami           | États-Unis      | Kaseya Center         | -              | -           |
| 3 septembre 2025   | Miami           | États-Unis      | Kaseya Center         | -              | -           |
| 6 septembre 2025   | New York        | États-Unis      | Madison Square Garden | -              | -           |
| 7 septembre 2025   | New York        | États-Unis      | Madison Square Garden | -              | -           |
| 10 septembre 2025  | Toronto         | Canada          | Scotiabank Arena      | -              | -           |
| 11 septembre 2025  | Toronto         | Canada          | Scotiabank Arena      | -              | -           |
| 13 septembre 2025  | Toronto         | Canada          | Scotiabank Arena      | -              | -           |
| 15 septembre 2025  | Chicago         | États-Unis      | United Center         | -              | -           |
| 17 septembre 2025  | Chicago         | États-Unis      | United Center         | -              | -           |
| 18 septembre 2025  | Chicago         | États-Unis      | United Center         | -              | -           |
| TOTAL              |                 |                 |                       |                |             |
| EUROPE             |                 |                 |                       |                |             |
| 29 septembre 2025  | Londres         | Royaume-Uni     | O2 Arena              | -              | -           |
| 30 septembre 2025  | Londres         | Royaume-Uni     | O2 Arena              | -              | -           |
| 2 octobre 2025     | Londres         | Royaume-Uni     | O2 Arena              | -              | -           |
| 4 octobre 2025     | Londres         | Royaume-Uni     | O2 Arena              | -              | -           |
| 7 octobre 2025     | Manchester      | Royaume-Uni     | Co-Op Live            | -              | -           |
| 8 octobre 2025     | Manchester      | Royaume-Uni     | Co-Op Live            | -              | -           |
| 12 octobre 2025    | Stockholm       | Suède           | Avicii Arena          | -              | -           |
| 13 octobre 2025    | Stockholm       | Suède           | Avicii Arena          | -              | -           |
| 15 octobre 2025    | Stockholm       | Suède           | Avicii Arena          | -              | -           |
| 19 octobre 2025    | Milan           | Italie          | Unipol Forum          | -              | -           |
| 20 octobre 2025    | Milan           | Italie          | Unipol Forum          | -              | -           |
| 28 octobre 2025    | Barcelone       | Espagne         | Palau Sant Jordi      | -              | -           |
| 29 octobre 2025    | Barcelone       | Espagne         | Palau Sant Jordi      | -              | -           |
| 31 octobre 2025    | Barcelone       | Espagne         | Palau Sant Jordi      | -              | -           |
| 4 novembre 2025    | Berlin          | Allemagne       | Uber Arena            | -              | -           |
| 5 novembre 2025    | Berlin          | Allemagne       | Uber Arena            | -              | -           |
| 9 novembre 2025    | Amsterdam       | Pays-Bas        | Ziggo Dome            | -              | -           |
| 11 novembre 2025   | Anvers          | Belgique        | AFAS Dome             | -              | -           |
| 13 novembre 2025   | Lyon            | France          | LDLC Arena            | -              | -           |
| 14 novembre 2025   | Lyon            | France          | LDLC Arena            | -              | -           |
| 17 novembre 2025   | Paris           | France          | Accor Arena           | -              | -           |
| 18 novembre 2025   | Paris           | France          | Accor Arena           | -              | -           |
| 20 novembre 2025   | Paris           | France          | Accor Arena           | -              | -           |
| 22 novembre 2025   | Paris           | France          | Accor Arena           | -              | -           |
| TOTAL              | TOTAL           | TOTAL           | TOTAL                 | -              | -           |
| OCÉANIE            |                 |                 |                       |                |             |
| 5 décembre 2025    | Melbourne       | Australie       | Marvel Stadium        | -              | -           |
| 6 décembre 2025    | Melbourne       | Australie       | Marvel Stadium        | -              | -           |
| 9 décembre 2025    | Brisbane        | Australie       | Suncorp Stadium       | -              | -           |
| 12 décembre 2025   | Sydney          | Australie       | Accor Stadium         | -              | -           |
| 13 décembre 2025   | Sydney          | Australie       | Accor Stadium         | -              | -           |
| TOTAL              | TOTAL           | TOTAL           | TOTAL                 | -              | -           |
| ASIE               |                 |                 |                       |                |             |
| 21 janvier 2026    | Osaka           | Japon           | Kyocera Dome Osaka    | -              | -           |
| 22 janvier 2026    | Osaka           | Japon           | Kyocera Dome Osaka    | -              | -           |
| 25 janvier 2026    | Tokyo           | Japon           | Tokyo Dome            | -              | -           |
| 26 janvier 2026    | Tokyo           | Japon           | Tokyo Dome            | -              | -           |
| 29 janvier 2026    | Tokyo           | Japon           | Tokyo Dome            | -              | -           |
| 30 janvier 2026    | Tokyo           | Japon           | Tokyo Dome            | -              | -           |
| CUMULATIF TOTAL    | CUMULATIF TOTAL | CUMULATIF TOTAL | CUMULATIF TOTAL       | -              | -           |

## Setlist
Cette setlist correspond à la première date à Las Vegas le 16 juillet 2025. 
- INTRODUCTION - Vidéo "The Manifesto of MAYHEM"

ACT I : OF VELVET AND VICE 
1. Bloody Mary (raccourcie, version opéra alternative)
2. Abracadabra (intro acapella)
3. Judas (contient des éléments de Abracadabra)
4. Aura (raccourcie, contient des éléments de Scheiße et Judas)
5. Scheiße (intro rallongée, contient des éléments de Judas et Aura)
6. Garden Of Eden (intro orchestrale rallongée)
7. Poker Face (intro orchestrale rallongée Off With Her Head, outro orchestrale rallongée)

- INTERLUDE - Abracadabra (Gesaffelstein Remix, ballroom battle)

ACT II : AND SHE FELL INTO A GOTHIC DREAM
1. Perfect Celebrity (raccourcie, intro rallongée)
2. Disease (intro rallongée)
3. Paparazzi (version alternative, intro et outro rallongée)
4. LoveGame (raccourcie, intro rallongée)
5. Alejandro (raccourcie)
6. The Beast

ACT III : THE BEAUTIFUL NIGHTMARE THAT KNOWS HER NAME
1. Killah (intro et outro rallongée)
2. Zombieboy (intro et outro rallongée)
3. LoveDrug
4. Applause (raccourcie, intro rallongée)
5. Just Dance (raccourcie, version alternative et outro rallongée)

- INTERLUDE - Wake Her Up! (contient des éléments de Abracadabra (Cirkut Remix)

ACT IV : EVERY CHESSBOARD HAS TWO QUEENS
1. Shadow Of A Man (intro rallongée)
2. Kill For Love (raccourcie)
3. Summerboy (raccourcie)
4. Born This Way (intro rallongée)
5. Million Reasons (intro rallongée, contient des éléments de Tears de Giorgio Moroder)
6. Shallow (version alternative)
7. Die With A Smile (version solo)
8. Vanish Into You

FINALE : ETERNAL ARIA OF THE MONSTER HEART
1. Bad Romance

ENCORE
1. How Bad Do U Want Me